# Flora (Illinois)
Flora és una població dels Estats Units a l'estat d'Illinois. Segons el cens del 2000 tenia 5.086 habitants.

## Demografia
Segons el cens del 2000, Flora tenia 5.086 habitants, 2.127 habitatges, i 1.325 famílies. La densitat de població era de 442,3 habitants/km².
Dels 2.127 habitatges en un 29% hi vivien nens de menys de 18 anys, en un 47,6% hi vivien parelles casades, en un 11,3% dones solteres, i en un 37,7% no eren unitats familiars. En el 34,3% dels habitatges hi vivien persones soles el 19,2% de les quals corresponia a persones de 65 anys o més que vivien soles. El nombre mitjà de persones vivint en cada habitatge era de 2,28 i el nombre mitjà de persones que vivien en cada família era de 2,92.
Per edats la població es repartia de la següent manera: un 23,5% tenia menys de 18 anys, un 8,7% entre 18 i 24, un 25,2% entre 25 i 44, un 20,8% de 45 a 60 i un 21,8% 65 anys o més.
L'edat mediana era de 40 anys. Per cada 100 dones de 18 o més anys hi havia 79,8 homes.
La renda mediana per habitatge era de 28.157 $ i la renda mediana per família de 36.313 $. Els homes tenien una renda mediana de 30.867 $ mentre que les dones 19.693 $. La renda per capita de la població era de 15.653 $. Aproximadament el 9,5% de les famílies i l'11,3% de la població estaven per davall del llindar de pobresa.

## Poblacions més properes
El següent diagrama mostra les poblacions més properes.